# テレビ東京系列朝ニュース枠
テレビ東京系列朝ニュース枠（テレビとうきょうけいれつあさニュースわく）は、テレビ東京をはじめとするTXN系列で毎日、朝に放送されている報道番組の一覧のことである。1998年10月以降は平日（祝日除く）の『ニュースモーニングサテライト』（5:45 - 7:05、開局後はBSテレ東を含む）が該当する。

## 各番組の歴史
テレビ東京は前身の東京12チャンネル時代は番組ソフトが少なかった影響で1977年頃までは早朝放送自体が存在しなかった。早朝放送開始後も社名が現在のものになる前の1981年9月30日までは他局制作のアニメの再放送や自社制作の児童向け番組を編成していたため早朝ニュースがなかったが、同10月1日に将来の全国ネットワーク構築を念頭においた社名変更と共に、その基幹ネットワークニュース番組として『ビジネスマンNEWS』を開始。以後親会社・日本経済新聞の影響もあり株式市況（主にニューヨーク市場）・外国為替市場・経済関連の情報に特化した早朝ニュースを提供している。
1994年4月から1998年9月までの間は、他局朝の情報番組に対抗する形でスポーツニュースや芸能情報も含めた総合ニュースワイド番組として放送し、市況に関しては別枠の『マーケットLIVE』で取り扱っていた。1998年10月改編からは『NEWSウェーブ615』と『マーケットLIVE』を統合し再度経済関連のニュースに特化した『ニュースモーニングサテライト』を開始する。2015年4月～2017年3月の間も別枠の情報番組『チャージ730!』→『モーニングチャージ!』(7:30 - 8:15→6:40 -7:05)を編成することとなるが、これも2017年4月に『ニュースモーニングサテライト』に吸収される形で終了、現在に至る。
朝7時台は長らく子供番組『おはスタ』（1997年10月以降）『シナぷしゅ』（2020年4月以降）を編成している事情から報道系情報番組を地上波で編成していないが、TXN系BSデジタル放送局のBSテレ東（旧BSジャパン）では『ニュースモーニングサテライト』の補完番組として、日経CNBC協力の経済情報番組『日経モーニングプラスFT』を編成している。

### 土日での放送・配信
週末朝のニュースは2001年10月から半年間、土曜日に『ウィークエンドサテライト』が放送された他、2014年10月5日より日曜日のみ昼枠を移動しかつ3分縮小する形で新たに開始されたが、2017年8月に終了した。なお、2024年現在地上波TXN系列の土日朝にニュースの編成はないものの、BSテレ東で『日経サタデー〜ニュースの疑問〜』（土曜9:30 - 10:30）を放送、YouTube内公式チャンネル「テレ東BIZ」で『ニュースモーニングサテライト』のスピンオフ番組『モーサテサタデー』（土曜9:00 - 、配信時間は固定されておらず概ね60～90分程度）をライブ配信することでこれを補完している。

### 祝日での放送
市況・経済情報を中心とした番組構成故に、他局とは異なり東京証券取引所が休場となる祝日はかつて昼ニュース枠と同様に代替で『TXNニュース』を放送していた。この代替『TXNニュース』は2017年9月で終了し、2017年10月以降は月曜日から金曜日の祝日朝における報道番組は唯一放送されない系列となった。
なお、月曜日から金曜日の祝日代替番組は一時廃止し同時期のニュースワイド番組で代替する時期も存在した。
- 1994年4月～1995年9月 - 『NEWSもぎたて朝一番』短縮版(7:00 - 7:25)
- 2016年4月～2017年3月 - 『モーニングチャージ!』(6:40 - 7:05)

## 主な番組

### 平日
- ビジネスマンNEWS（1981年10月1日 - 1993年4月2日）
- ビジネスレーダー（1993年4月5日 - 1994年4月1日）
- NEWSもぎたて朝一番（1994年4月4日 - 1995年9月29日）
- NEWSモーニングJAM（1995年10月 - 1996年9月）
- NEWSヘッドライン（1996年10月 - 1997年9月26日）
- NEWSウェーブ615（1997年9月29日 - 1998年9月30日）
  - マーケットLIVE（1994年10月3日 - 1998年9月30日）
- ニュースモーニングサテライト（1998年10月1日 - 、BSテレ東含む）
  - モーニングチャージ!（2016年4月4日 - 2017年3月31日）

BSテレ東（旧BSジャパン）
- 日経マーケットアイ（2014年3月31日 - 2014年9月26日）
- 日経朝とく（2014年9月29日 - 2015年3月27日）
- 日経モーニングプラス（2015年3月30日 - ）

### 週末
- ウィークエンドサテライト（土曜日、2001年10月6日 - 2002年3月30日）
- TXNニュース（日曜日、2014年10月5日 - 2017年8月13日）

### 番組の移り変わり
| 期間    | 期間   | 平日                         | 平日                         | 土曜日                   | 日曜日       |
| ------- | ------ | ---------------------------- | ---------------------------- | ------------------------ | ------------ |
| 1981.10 | 1993.3 | ビジネスマンNEWS             | ビジネスマンNEWS             | （放送なし）             | （放送なし） |
| 1993.4  | 1994.3 | ビジネスレーダー             | ビジネスレーダー             | （放送なし）             | （放送なし） |
| 1994.4  | 1994.9 | NEWSもぎたて朝一番           | NEWSもぎたて朝一番           | （放送なし）             | （放送なし） |
| 1994.10 | 1995.9 | NEWSもぎたて朝一番           | マーケットLIVE               | （放送なし）             | （放送なし） |
| 1995.10 | 1996.9 | NEWSモーニングJAM            | マーケットLIVE               | （放送なし）             | （放送なし） |
| 1996.10 | 1997.9 | NEWSヘッドライン             | マーケットLIVE               | （放送なし）             | （放送なし） |
| 1997.10 | 1998.9 | NEWSウェーブ615              | マーケットLIVE               | （放送なし）             | （放送なし） |
| 1998.10 | 2001.9 | ニュースモーニングサテライト | ニュースモーニングサテライト | （放送なし）             | （放送なし） |
| 2001.10 | 2002.3 | ニュースモーニングサテライト | ニュースモーニングサテライト | ウィークエンドサテライト | （放送なし） |
| 2002.4  | 2014.9 | ニュースモーニングサテライト | ニュースモーニングサテライト | （放送なし）             | （放送なし） |
| 2014.10 | 2017.8 | ニュースモーニングサテライト | ニュースモーニングサテライト | （放送なし）             | TXNニュース  |
| 2017.8  | 現在   | ニュースモーニングサテライト | ニュースモーニングサテライト | （放送なし）             | （放送なし） |